# アブドゥライェ・カマラ
アブドゥライェ・カマラ（Abdoulaye Kamara, 2004年11月6日 - ）はギニア出身のサッカー選手。EFLチャンピオンシップ・ポーツマスFC所属。ポジションはMF。フランス国籍も所持している。

## 経歴
フランスのパリ・サンジェルマンのアカデミーに所属した後、2021年の夏にドイツのボルシア・ドルトムントに移籍し、長期契約を結んだ。クラブは、その数週間前パリのユースチームでチームメイトだったスマイラ・クリバリと契約している。この時、カマラはファーストチームでは同い年のユスファ・ムココに次いで2番目に若い選手で、U19やU23チームでプレーする資格もあった。また、守備的ミッドフィールダーとしては、トーマス・デラネイ、アクセル・ヴィツェル、エムレ・ジャンなどの主力や、ジュード・ベリンガム、トビアス・ラシュルなどの若手とポジションを競うこととなった。
ボルシア・ドルトムントIIでのデビューは8月13日の3. リーガ・SCフライブルクII戦で試合は5-2で勝利した。この試合で、前シーズンのSpVggウンターハヒンクのフィンシーデル（2004年1月生まれ）の記録を抜き、3. リーガの最年少プレーヤーとなった。また、3. リーガでの試合に加えてUEFAユースリーグとA-ジュニアブンデスリーガのU19でもプレーした。2021年11月末に行われたNRWジュニアリーグカップでは、ジュリアン・ライコフ、ジェイミー・ビノエ・ギッテンス、コリン・クライン・ベケルなどのチームメイトとともに決勝でシャルケ04に勝利し、優勝を果たしている。
2024年8月20日、ポーツマスFCに4年契約で移籍した。

## 個人成績
2021年12月18日現在
| クラブ                    | シーズン | リーグ         | リーグ | リーグ | カップ戦 | カップ戦 | 国際大会 | 国際大会 | その他 | その他 | 合計 | 合計 |
| クラブ                    | シーズン | ディビジョン   | 出場   | 得点   | 出場     | 得点     | 出場     | 得点     | 出場   | 得点   | 出場 | 得点 |
| ------------------------- | -------- | -------------- | ------ | ------ | -------- | -------- | -------- | -------- | ------ | ------ | ---- | ---- |
| ボルシア・ドルトムント II | 2021–22  | 3. リーガ      | 7      | 0      | —        | —        | —        | —        | —      | —      | 7    | 0    |
| ボルシア・ドルトムント II | 通算     | 通算           | 7      | 0      | —        | —        | —        | —        | —      | —      | 7    | 0    |
| ボルシア・ドルトムント    | 2021-22  | ブンデスリーガ | 0      | 0      | 0        | 0        | 0        | 0        | 0      | 0      | 0    | 0    |
| ボルシア・ドルトムント    | 通算     | 通算           | 0      | 0      | 0        | 0        | 0        | 0        | 0      | 0      | 0    | 0    |
| 総通算                    | 総通算   | 総通算         | 7      | 0      | 0        | 0        | 0        | 0        | 0      | 0      | 7    | 0    |

## タイトル

### クラブ
ボルシア・ドルトムント
- NRWジュニアリーグカップ : 2021